# Ethmia abraxasella
Ethmia abraxasella är en fjärilsart som beskrevs av Francis Walker 1864.
Ethmia abraxasella ingår i släktet Ethmia och i familjen Ethmiidae.  En underart finns listad i Catalogue of Life, Ethmia abraxasella clarissa Busck, 1914.